# Mukim di Sungai Kebun
Sungai Kebun è un mukim del Brunei situato nel Distretto di Brunei-Muara con 6.027 abitanti al censimento del 2011.

## Geografia antropica

### Suddivisioni amministrative
Il mukim è suddiviso in 7 villaggi (kapong in malese):
Bolkiah 'A', Bolkiah 'B', Setia 'A', Setia 'B', Sungai Siamas, Ujong Kelinik, Sungai Kebun.